# Nabonassar
Nabonassar (que va regnar entre el 747 i el 734 aC.) va ser un rei babiloni.
També se l'anomena:
- Nap-n-Assar
- Nabonasser
- Nabu-Nassir
- Nebo-adon-Assur

L'any 747 a. C. va fundar un regne a Babilònia.
Ara se'l considera com el fundador de la dinastia neobabilònica.
Una sèrie de tauletes —anomenades col·lectivament Cròniques de Babilònia— registra successos a partir del regnat de Nabonassar.
En aquell moment de la història, l'imperi assiri estava en desordre per la guerra civil existent i van ascendir altres regnes com Urartu.
Un comandant de l'exèrcit que participava en la guerra civil va pujar al poder i va adoptar el nom de Teglatfalassar III. Va aconseguir el control d'Assíria l'any següent (746 aC.).
Poc després va tornar a prendre Babilònia sota el protectorat d'Assíria, i Nabonassar va continuar governant com un rei vassall durant 14 anys, fins al 734 a. C.
Nabonassar, en el mes de setembre-octubre del tercer any del seu regnat (745 a. C.) va traslladar les seves tropes des de Babilònia, va creuar tot el país fins al Golf Pèrsic, va destruir tribus caldees i va traslladar molts captius a Assíria.
És possible que Nabonassar aconseguís que els assiris l'ajudessin en la lluita contra els caldeus i elamites.
Una llegenda posterior diu que Teglatfalassar III va lluitar en batalla contra Nabonassar de Borsippa, però aquesta llegenda no es confirma en textos cuneïformes anteriors.
Els assiris no van causar cap dany a les ciutats de Babilònia, el rei assiri va insistir en el seu paper com a protector i mecenes.
Com a resultat, Teglatfalassar III es va convertir en el cap suprem de Babilònia i va prendre el títol de «rei de Sumer i Accad».
El cinquè any del regnat de Nabonassar (745 aC.) va ser la data d'ascensió al tron de Humpanikasha, rei d'Elam.
L'any 734 aC., Nabonassar va emmalaltir greument i va morir després de 14 anys de regnat.

## L'era de Nabonassar

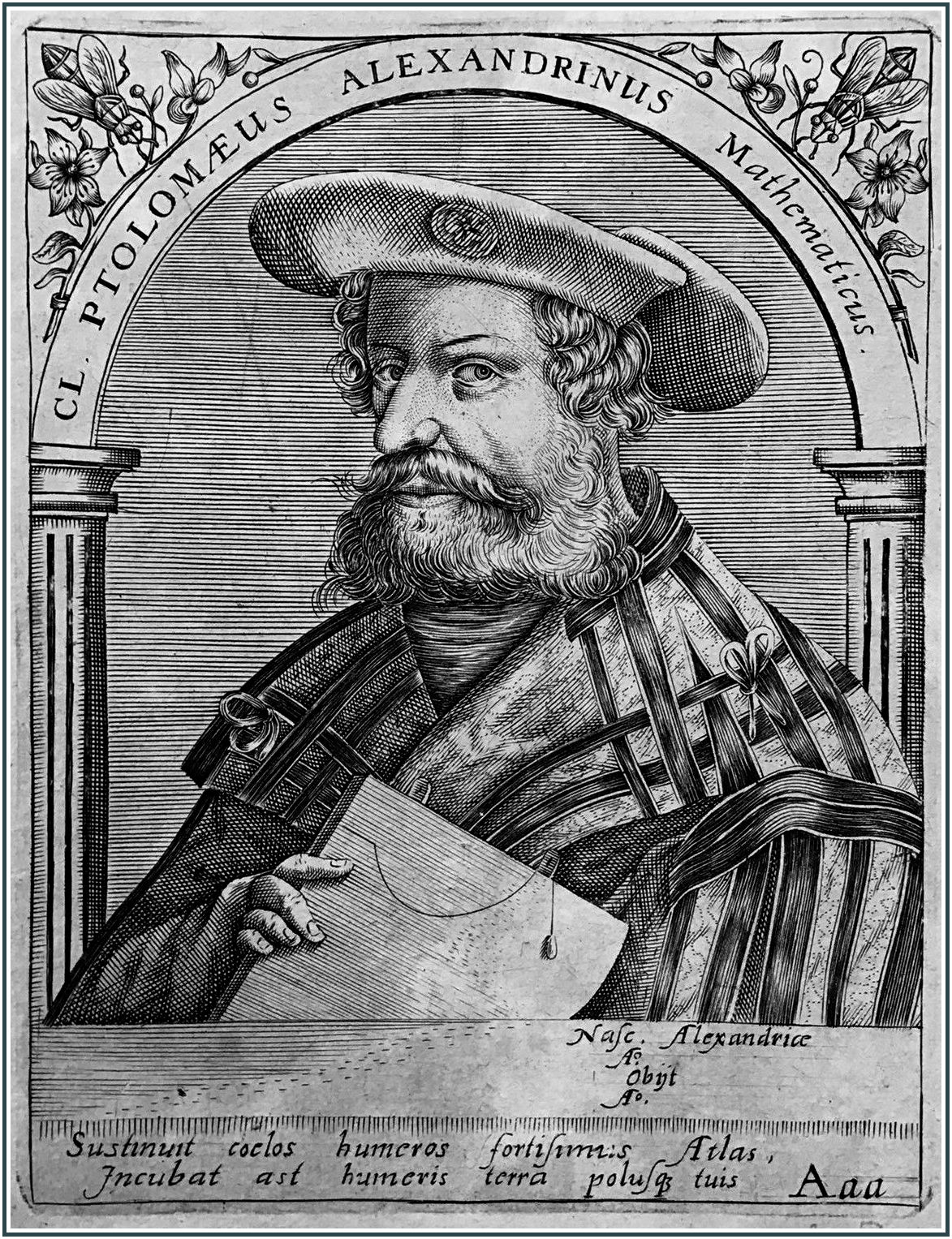
Claudi Ptolemeu (100-170 d. C.).

L'astrònom romà d'origen egipci Claudi Ptolemeu (100-170 d. C.) va començar una època (una époch, és a dir, un punt de partida per als càlculs cronològics), en el primer any del regnat de Nabonassar, en el dia d'Any Nou al calendari egipci (l'any 1 de Thoth en l'antic Egipte): el migdia del dimecres 26 de febrer de 747 a. C., segons el prolèptic calendari julià.
En aquest dia va començar l'era Nabonassar, que Ptolemeu va anomenar AN (Anno Nabonassari).
Ptolemeu va utilitzar Nabonassar, ja que va ser el primer regne que va incloure una observació astronòmica.
Altres astrònoms occidentals van utilitzar també aquest calendari, però no els propis babilonis.